# Horace Smith (inventor)

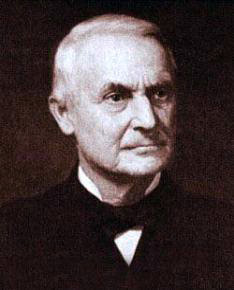

Horace Smith (28 de outubro de 1808 Cheshire, Massachusetts — 15 de janeiro de 1893 Springfield, Massachusetts), foi um inventor, fabricante de armas de fogo e empresário Norte americano. Ele, em sociedade com Daniel B. Wesson, criaram duas empresas chamadas "Smith & Wesson", a primeira, parcialmente financiada por Oliver Winchester, que mais tarde reorganizada, tornou-se a Winchester Repeating Arms Company.[carece de fontes?]
Em 1857, Smith e Wesson criaram outra companhia chamada "Smith & Wesson", dessa vez, para produzir uma pistola com partes intercambiáveis, ação de repetição, um cilindro aberto em ambos os lados, de giro automatizado e usando cartuchos metálicos. Eles desenvolveram mais armas usando suas próprias patentes do que patentes adquiridas de outros armeiros.
Smith vendeu sua parte na companhia para Wesson em 1874 aos 65 anos e se aposentou.